# 梁丽珍
梁丽珍（1945年—2017年1月），中国女子乒乓球运动员。她在1965年世界乒乓球锦标赛上与李赫男、林慧卿、郑敏之一起为中国队夺得了第一个女子团体冠军。